# Lazar Weiner
Lazar Weiner (geboren 24. Oktober 1897 in Tscherkassy, Russisches Kaiserreich; gestorben 10. Januar 1982) war ein US-amerikanischer Komponist und Chorleiter russisch-jüdischer Herkunft, der als bedeutendster Komponist jiddischer Kunstlieder bekannt wurde.

## Leben
Lazar Weiner wurde bereits neunjährig Mitglied des Chores und Schüler der Khor Shul der Kiewer Brodsky-Synagoge unter Leitung des Kantors Abram Dzimitrovsky, bei dem er auch zwei Jahre Klavierunterricht hatte.  Im Alter von elf Jahren sang er außerdem im Chor der Kiewer Oper. Ab 1910 studierte er am Konservatorium von Kiew Klavier und Musiktheorie. 1914 emigrierte er mit seiner Familie in die USA. Dort arbeitete er zunächst als Stummfilmpianist, wurde aber bald Klavierbegleiter im Studio des Gesangslehrers Lazar Samoiloff. Daneben trat er als Pianist auf und arbeitete zunächst als Notenwart, später als Dirigent für das Mendelssohn Symphony Orchestra, ein städtisches Laienorchester in Brooklyn. In dieser Zeit entstanden seine ersten Kompositionen, u. a. eine Elegie für Violine und Klavier. Später vervollkommnete er seine musikalische Ausbildung bei Robert Russell Bennett, Frederick Jacobi, dem ersten Professor für Komposition an der Juilliard School und dem Musiktheoretiker Joseph Schillinger.
Nahum Baruch Minkoff, Geiger im Mendelssohn Symphony Orchestra und Mitglied einer Gruppierung moderner jiddischer Lyriker um Jacob Glatstein und Aaron Glanz-Leyeles, machte ihn mit Di Yunge einer Gruppierung jüdischer Literaten und Intellektueller europäischer Herkunft bekannt, zu denen u. a. Moshe Leib Halpern, Mani Leib, Moshe Nadir, Aaron Nissenson, Naftoli Gross, Zishe Weinper, Yehoash, H. Rosenblatt und Joseph Rolnick zählten. Den entscheidenden Anstoß zu seiner musikalischen Beschäftigung mit der modernen jiddischen Literatur gab 1919 ein Gastspiel des aus Sankt Petersburg stammenden Zimro Ensemble. In dieser Zeit entstanden drei seiner bekanntesten Lieder. In feld, Shtile tener und Volt mayn tate raykh geven. In den 1920er Jahren wandte er sich dem weltlichen jiddischen Chorgesang zu und übernahm 1923 die Leitung des New Yorker Freiheits Gezang Verein, mit dem er bei einem von Leo Low organisierten Festival im Hippodrome debütierte. Ab 1925 leitete er mehrere Chöre, einige davon gleichzeitig, darunter die Yidishe Kultur Gezelshaft, den Chor der International Ladies Garment Workers Union, den Central Synagogue choir und den Arbeter Ring Khor. Nach einer Reise in die Sowjetunion 1927 konzentrierte er sich auf die Zusammenarbeit mit dem Arbeter Ring Khor, dessen offizieller Dirigent er 1931 wurde und mit dem er in den folgenden 35 Jahren die meisten seiner Chorwerke aufführte. Die meisten seiner Chorkantaten wie Amol in a tzayt—Legend of Toil, The Last Judgement—Bontshe shvayg, Hirsh lekert; In kamf far frayhayt, Tzu dir, amerike, Mentsh in der velt und Amos komponierte er für dieses Ensemble. In der gleichen  Zeit komponierte er auch zahlreiche Kunstlieder für Solist und Klavier.
1930 wurde Weiner Musikdirektor der Zentralsynagoge von New York, wo er unter anderem Uraufführungen eigener liturgischer Werke und auch solcher von Ernest Bloch, Darius Milhaud und Joseph Achron leitete. Von 1952 bis zu seinem Tod unterrichtete Weiner an der School of Sacred Music, der Kantorenschule des New Yorker Hebrew Union College. 1966 beendete er seine Zusammenarbeit mit dem Arbeter Ring Khor und konzentrierte sich auf seine Aufgaben an der Zentralsynagoge, die er bis 1974 wahrnahm. In seinen letzten Lebensjahren widmete er sich wieder verstärkt der Liedkomposition.
Der Komponist Yehudi Wyner ist ein Sohn.